# Гожковице (станция)
Гожковице  (пол. Gorzkowice) — пассажирская и грузовая железнодорожная станция в селе Гожковице в гмине Гожковице, в Лодзинском воеводстве Польши. Имеет 1 платформу и 2 пути. 
Станция 3 класса построена на линии Варшаво-Венской железной дороги в 1846 году, когда эта территория была в составе Царства Польского.В 1868 году станции присвоен 2 класс.В 1889 году у станции 4 класс. 
В 1879 году, в 5 верстах от станции был проложен подъездной путь к копи гравия "Цешановице", длиной 3 версты.
В 1889 году был перестроено пассажирское здание по проекту ст Кломницы.